# Ли Ан
Ли Ан (кит. упр. 李昂, пиньинь Lǐ Áng; 15 сентября 1993 года) — китайский футболист, играющий за клуб «Цзянсу Сунин» и за сборную Китая. Играет на позиции защитника.

## Клубная карьера
Начал футбольную карьеру в академии «Цзянсу Сайнти». Дебютировал за первую команду 8 марта 2014 года в матче против клуба «Гуйчжоу Жэньхэ». Забил первый гол 11 мая 2014 года в матче против клуба «Чанчунь Ятай» на 5-й минуте.

## Международная карьера
Дебютировал за сборную Китая 22 июня 2014 года в товарищеском матче против сборной Македонии.

## Статистика
| Сезон           | Клуб            | Дивизион        | Лига  | Лига | Кубок | Кубок | Азия  | Азия | Всего | Всего |
| Сезон           | Клуб            | Дивизион        | Матчи | Голы | Матчи | Голы  | Матчи | Голы | Матчи | Голы  |
| --------------- | --------------- | --------------- | ----- | ---- | ----- | ----- | ----- | ---- | ----- | ----- |
| 2014            | Цзянсу Сайнти   | Суперлига       | 27    | 1    | 7     | 1     | 0     | 0    | 34    | 2     |
| 2015            | Цзянсу Сайнти   | Суперлига       | 23    | 3    | 4     | 1     | 0     | 0    | 27    | 4     |
| Всего в карьере | Всего в карьере | Всего в карьере | 50    | 4    | 11    | 2     | 7     | 1    | 61    | 6     |

## Достижения

### Клубные
«Цзянсу Сунин»
- Обладатель Кубка Китая по футболу : 2015
- Чемпион Китая : 2020

### Индивидуальные
- Сборная Суперлиги Китая : 2019